# Gyeongnam FC
Gyeongnam FC (Koreaans:경남 FC) is een in 2006 door de provincie Gyeongsangnam-do opgerichte Zuid-Koreaanse professionele voetbalclub uit Changwon. De club werd in 2006 toegelaten tot de K-League. Huidig coach van de club is Choi Jin-han.
Competitie
In het eerste seizoen eindigde de club als twaalfde in de reguliere competitie. Het tweede seizoen (2007) eindigden ze als vierde, dit hadden ze grotendeels te danken aan Capore en Popo, en kwalificeerden ze zich voor de play-off om het kampioenschap. Hierin werden ze in de eerste ronde verslagen door Pohang Steelers (5e in de competitie). In de seizoenen 2008 en 2009 eindigden ze respectievelijk op de achtste en zevende plaats. In 2010 eindigden ze als zesde in de reguliere competitie en kwalificeerden ze zich voor de tweede keer voor de play-off om het kampioenschap. Hierin werden ze weer in de eerste ronde verslagen, ditmaal door Jeonbuk Hyundai Motors (3e in de competitie).
Bekertoernooi
In het seizoen 2008 werd de finale van de Koreaanse FA Cup gehaald waarin het met 0-2 verloor van Pohang Steelers.

## Spelerslijst
FC Anyang
Daegu FC
Daejeon Hana Citizen · 
Gangwon FC · 
Gimcheon Sangmu FC · 
Gwangju FC · 
Jeju SK ·
Jeonbuk Hyundai Motors · 
Pohang Steelers ··
FC Seoul · 
Suwon FC ·
Ulsan HD